# Ester 8

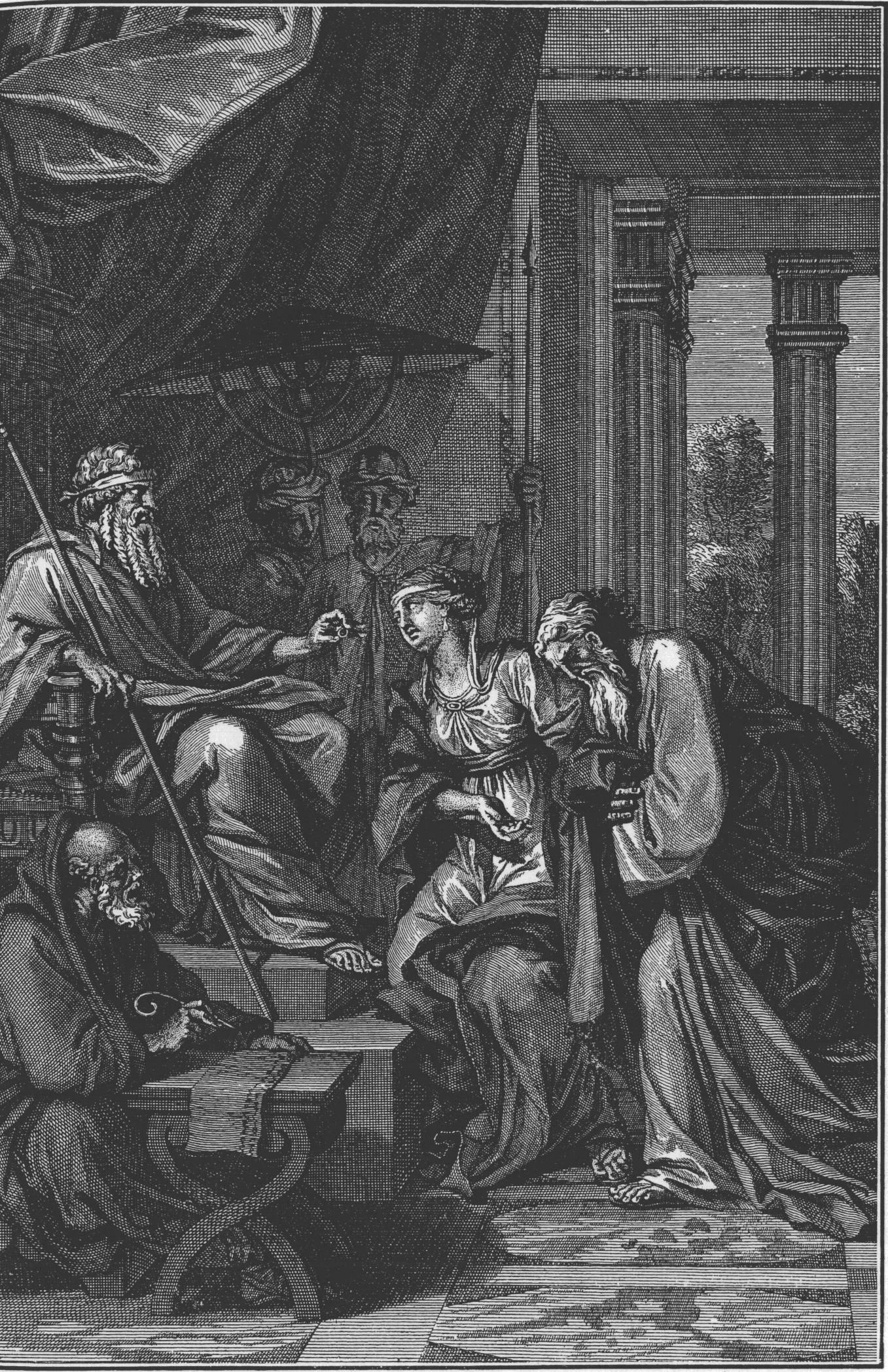
Mordecai receives the king's ring. Printed in "Figures de la Bible", P. de Hondt (publisher), The Hague, 1728.

Ester 8 es el octavo capítulo del Libro de Ester en la Biblia hebrea o el Antiguo Testamento de la Biblia cristiana, Se desconoce el autor del libro y los estudiosos modernos han establecido que la etapa final del texto en hebreo se habría formado en el siglo II a. C. Los capítulos que van de Ester 3 a 8 contienen las nueve escenas que conforman la complicación del libro. Este capítulo contiene el esfuerzo por hacer frente al decreto irreversible contra los judíos ahora que Amán ha muerto y Mardoqueo ha sido elevado al cargo de primer ministro.

## Texto
Este capítulo fue escrito originalmente en lengua hebrea y desde el siglo XVI se divide en 17 versículos.

### Testimonios textuales
Algunos manuscritos antiguos que contienen el texto de este capítulo en hebreo pertenecen al Texto masorético, que incluye el Codex Leningradensis (1008).
También existe una traducción al griego koiné conocida como la Septuaginta, realizada en los últimos siglos a. C. Los manuscritos antiguos que se conservan de la versión Septuaginta incluyen el Codex Vaticanus (B; {\displaystyle {\mathfrak {G}}}B; siglo IV), el Codex Sinaiticus (S; BHK: {\displaystyle {\mathfrak {G}}}S; siglo IV) y el Codex Alexandrinus (A; {\displaystyle {\mathfrak {G}}}A; siglo V).

## Ester salva a los judíos (8:1–8)
La muerte de Amán no cambia el hecho de que el decreto irreversible de destruir a los judíos, escrito en nombre del rey y sellado con su anillo (Ester 3:12), sigue vigente. El rey entregó la casa de Amán a Ester y le dio a Mardoqueo el anillo de Amán, pero se negó a considerarlo su problema, incluso cuando Ester le rogó al rey entre lágrimas que «apartara el mal designio de Amán el agagita» (Esther 3:7). Así, Mardoqueo y Ester tuvieron que idear juntos una solución, tras recibir el permiso del rey para «escribir lo que quisieran sobre los judíos» (versículo 8).

### Versículo 1
En aquel día, el rey Asuero dio a la reina Ester la casa de Amán, el enemigo de los judíos. Y Mardoqueo se presentó ante el rey, porque Ester le había contado lo que él era para ella.
El rey puede considerar que dar la casa de Amán a Ester es una compensación adecuada, ya que Amán le ha hecho dos agravios:
1. conspirar para matarla, junto con su pueblo
2. atacarla personalmente en el segundo banquete.[11]

### Versículo 2
«Y el rey quitó el anillo que había quitado a Amán y se lo dio a Mardoqueo».
Y Ester puso a Mardoqueo sobre la casa de Amán.”'
La segunda parte del versículo 2 muestra un cambio de enfoque hacia Ester, ya que ahora es ella quien toma las decisiones.

### Versículo 3
Entonces Ester volvió a hablar al rey, se postró a sus pies y le suplicó con lágrimas que apartara el mal de Amán el agagita y el mal que había planeado contra los judíos.
El cambio de tono de la petición de Ester ante el rey indica que era consciente de que el regalo de la casa de Amán y el anillo de sello a Mardoqueo no servirían de nada después del trece de Adar, mientras siguiera vigente el decreto de exterminio de los judíos.
Esther solo mencionó a Amán como el único enemigo de los judíos (cf. Esther 7:4) y evitó implicar al rey en esta conspiración.

### Versículo 6
«¿Cómo podré soportar ver el mal que vendrá sobre mi pueblo? ¿Cómo podré soportar ver la destrucción de mi familia?»
Esther utilizó los mismos dos términos, «pueblo» y «familia», al revertir el acto de ocultar su identidad anteriormente en Ester 2:10, cuando entró en el harén.

### Versículo 8
Escribid también vosotros a favor de los judíos, como os parezca, en nombre del rey, y selladlo con el anillo del rey; porque lo que está escrito en nombre del rey y sellado con el anillo del rey, nadie puede revocar.
- «Como os parezca»: del hebreo: «como sea bueno a vuestros ojos».[18]

## El acto de equilibrio de Mardoqueo (8:9-17)
La narración comienza con una descripción detallada del sistema utilizado para enviar las cartas con las soluciones (versículos 9-10), y luego del contenido, que revela la ingeniosa estratagema de Mardoqueo: un segundo decreto que no contradice al primero, pero que lo anula de manera efectiva al autorizar a los judíos a defenderse de quienes ejecutaran el primer decreto (versículo 11). Tanto los judíos como los no judíos de todo el imperio vieron el segundo decreto como una victoria incruenta para la causa judía y se percibió claramente que los judíos tenían la ventaja, por lo que muchos no judíos se convirtieron espontáneamente al judaísmo (versículo 17).

### Versículo 9
Entonces fueron llamados los escribas del rey, en aquel tiempo, en el mes tercero, que es el mes de Sivan, el día veintitrés; y se escribió, según todo lo que Mardoqueo había mandado, a los judíos, a los sátrapas, a los gobernadores y a los príncipes de las provincias desde la India hasta Etiopía, ciento veintisiete provincias en total, a cada provincia en 
su propio script, 
a cada pueblo en su propia lengua, y a los judíos en 
su propio script
y lengua.
- «El mes de Sivan, el día veintitrés»: Dos meses y diez días desde el edicto de Amán para exterminar a los judíos (cf. Ester 3:12).[20]

### Versículo 11
Por estas cartas, el rey permitió a los judíos que estaban en todas las ciudades reunirse y proteger sus vidas, destruir, matar y aniquilar a todas las fuerzas de cualquier pueblo o provincia que los atacara, tanto a los niños pequeños como a las mujeres, y saquear sus posesiones
Este segundo edicto puede compararse y contrastarse con el primero, tal y como se recoge en Ester 3:13:
| Ester 3:13                                     | Ester 8:11                                                                                    |
| ---------------------------------------------- | --------------------------------------------------------------------------------------------- |
| Primer edicto                                  | Segundo edicto                                                                                |
| «Orden» de destruir, matar y aniquilar         | «Permiso» de destruir, matar y aniquilar                                                      |
| Agresión sin disimulo                          | Defensa propia                                                                                |
| Violencia contra la población judía en general | Violencia en respuesta a «cualquier fuerza armada... que pudiera atacar» a la población judía |

### Versículo 15
Y Mardoqueo salió de la presencia del rey con vestiduras reales de color azul y blanco, con una gran corona de oro y un manto de lino fino y púrpura, y la ciudad de Susa se regocijó y se alegró.
- «Susán»: o «Susa».[24]

### Versículo 17
«Y en todas las provincias y en todas las ciudades adonde llegaba el mandato del rey y su decreto, los judíos tenían gozo y alegría, un festín y un día bueno. Y muchos del pueblo de la tierra se hicieron judíos, porque el temor de los judíos cayó sobre ellos.
Este versículo puede compararse y contrastarse con Ester 3:15:
| Versículo bíblico  | Ester 3:15                          | Ester 8:17                                        |
| ------------------ | ----------------------------------- | ------------------------------------------------- |
| Después del asunto | Primer edicto                       | Segundo edicto                                    |
| Celebración        | El rey y Amán se sentaron a beber   | Los judíos tuvieron... un banquete y un día feliz |
| Confusión          | La ciudad de Susa estaba alborotada | Muchos habitantes del país se hicieron judíos     |

## Comentarios

### De la Iglesia católica

#### A todo el capítulo
El relato muestra el contraste entre la humillación de Amán y la exaltación de Mardoqueo. Sin embargo, la ley persa impedía revocar un decreto real, incluso por parte del propio monarca. Por ello, Asuero no podía anular la orden que fijaba el exterminio de los judíos.
La salida fue redactar un nuevo decreto que otorgaba a los judíos el derecho de defenderse y de eliminar a quienes los atacaran en la fecha señalada. Así, sin contradecir la primera orden, se equilibraba la situación y se aseguraba la supervivencia del pueblo. Los mensajeros llevaron con rapidez esta disposición a todas las provincias, garantizando que la noticia llegara a tiempo para preparar la defensa.